# Johann Baptist von Zenetti

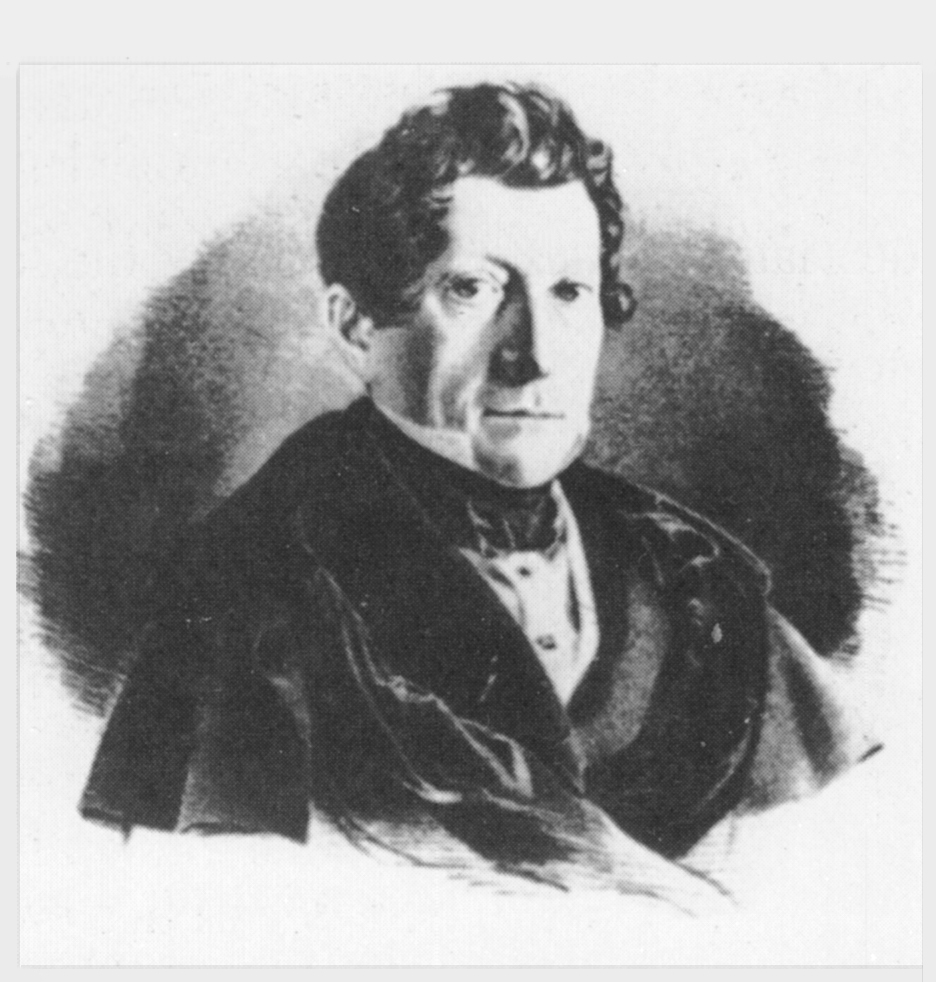
Johann Baptist von Zenetti

Johann Baptist Zenetti, ab 1837 Ritter von Zenetti (* 3. August 1785 in Wertingen; † 5. Oktober 1856 in München) war ein bayerischer Verwaltungsbeamter und Politiker, Regierungspräsident von Niederbayern und der Pfalz, 1847 kommissarischer Leiter (im Ministerrang) des Bayerischen Innenministeriums sowie 1848/49 Abgeordneter des Paulskirchenparlaments.

## Leben

### Familie
Johann Baptist Zenetti wurde als Sohn eines vermögenden Händlers und Tabakfabrikanten in Wertingen geboren. Dort war die aus Ravascletto, heute Region Friaul-Julisch Venetien, Italien, eingewanderte Familie seit dem frühen 18. Jahrhundert ansässig. Die Zenettis galten als sehr religiös und strebsam. Johann Baptist und seine Geschwister genossen eine strenge Erziehung und mussten schon früh in der väterlichen Tabakmanufaktur mitarbeiten.
Aus seiner Ehe mit Josefine von Mieg (1793–1828) stammen mehrere Kinder. Bekanntheit erlangten seine in Speyer geborenen Söhne Wilhelm (Benedikt), als Benediktinerabt von St. Bonifaz in München, Arnold als Stadtbaumeister von München und Julius als Regierungspräsident von Mittelfranken.
Seine Tochter Josephine († 1869) war mit dem berühmten Münchner Arzt Joseph von Lindwurm verheiratet, seine Tochter Caroline (1825–1895) mit dem Rechtslehrer und Politiker Alois von Brinz.
Zenetti war der Ururgroßvater der Politiker Hans-Jochen Vogel und Bernhard Vogel.

### Früher Werdegang
Am 2. November 1794 kam Zenetti auf die Lateinschule nach Dillingen. Im November 1801 begann er seine philosophischen Studien am dortigen Lyzeum, 1803 bezog er als Student der Kameralwissenschaften die Universität Landshut. Dort trat Zenetti in eine herzliche Freundschaftsbeziehung mit Johann Michael Sailer, dem Theologen und späteren Bischof von Regensburg, wegen seiner Güte auch „das wandelnde Herz mit Bischofsmütze“ genannt. Der Einfluss, den Sailer auf ihn ausübte, war dauerhaft prägend und nachhaltig. Noch 1815 schrieb Johann Baptist Zenetti an seine Braut, Sailer sei ihm immer wie der „vertraute Freund Gottes erschienen, der den Menschen aus dem Munde der Allmacht die Lehren des Lebens gibt“. Der junge Mann schloss 1806 in Landshut sein Jurastudium ab und schlug die Beamtenlaufbahn ein.
Noch im gleichen Jahr kam er als Praktikant an das Landgericht Wertingen. 1808 war Zenetti Akzessist bei der Regierung des Oberdonaukreises in Neu-Ulm. 1809 rückte er freiwillig als Kapitän bei der „Mobilen Legion“ ein, wobei er nach einem erhaltenen Zeugnis „mit vorzüglichem Fleiß und Auszeichnung“ hauptsächlich mehrere Monate das kriegswichtige Zwiebackmagazin in Neu-Ulm bewachte. Ab 1810 wirkte er dort als Ratsakzessist, danach in der gleichen Stellung zu Eichstätt im Altmühlkreis, wo er 1811 seine spätere Frau kennenlernte – Josephine von Mieg aus Amorbach, die Schwester seines besten Freundes Arnold Friedrich von Mieg, des späteren bayerischen Finanzministers. Neujahr 1812 verlobte sich das Paar. Im Krieg 1813/14 gegen Kaiser Napoleon, trat Zenetti als Hauptmann ins Freiwillige Jägerbataillon des Oberdonaukreises zu Augsburg ein; am 20. März 1814 avancierte er zum Bataillonskommandeur. Auch in diesem Feldzug versah er lediglich wieder Wachdienst in der Heimat und erhielt schließlich im Oktober 1814 eine Anstellung bei der Regierung (Generalkreiskommissariat) des Isarkreises in München.
Von 1816 bis 1826 arbeitete Johann Baptist Zenetti als Regierungsrat bei der Regierung des Rheinkreises in Speyer. Zu seiner Versetzung dorthin – näher am Wohnort der Braut – hatte der junge Beamte mit Datum vom 20. November 1816 an sie geschrieben: „Ich bin gar zu glücklich und verdiene soviel Glück nicht.“ Am Zweiten Weihnachtsfeiertag des gleichen Jahres heiratete das Paar in Amorbach und wurde dann in Speyer ansässig. Dort sind auch ihre fünf Kinder geboren, von denen zwei eine größere Bekanntheit erlangten.
Im März 1827 wechselte Zenetti erneut nach München, als Regierungsrat bei der Regierung des Isarkreises. Am 9. September 1828 verstarb seine Ehefrau Josephine im Alter von nur 35 Jahren. Im Februar 1832 versetzte man ihn als Ministerialrat ins Innenministerium, ordnete ihn aber schon kurz danach zur Unterstützung von Fürst Wrede in die von Unruhen geschüttelte Pfalz ab. Zenetti sollte dort als Berater für Zivilangelegenheiten fungieren, um Ruhe und Ordnung wiederherzustellen. Da er von seinem früheren langjährigen Aufenthalt in Speyer noch bestens bekannt war und Verständnis für die Belange der Pfalz zeigte, wurde sein Erscheinen dort vehement begrüßt. Dies veranlasste Fürst Wrede, negativ über ihn nach München zu berichten, was König Ludwig I. zur Versetzung bewog. So ging Zenetti noch im Herbst 1832 als Regierungsdirektor und stellvertretender Regierungspräsident nach Passau, zur Regierung des Unterdonaukreises. Für seine eigenständige, hervorragende Arbeit dort erhielt er am 24. August 1837 das Ritterkreuz des Verdienstordens der Bayerischen Krone, verbunden mit dem persönlichen Adelstitel.

### Regierungspräsident und Tätigkeit im Innenministerium
Im November 1837 berief Minister Karl von Abel Zenetti als Referatsleiter für Bildungs- und Schulangelegenheiten ins Innenministerium. Beide hatten ein vertrauensvolles Verhältnis und lagen in vielen politischen und weltanschaulichen Dingen auf der gleichen Linie. 1846 erhielt Johann Baptist von Zenetti das Komturkreuz des bayerischen Verdienstordens vom Heiligen Michael und wurde im Mai 1846 als Regierungspräsident von Niederbayern nach Landshut versetzt. Acht Monate später rief ihn König Ludwig I. nach München zurück und betraute ihn mit der kommissarischen Leitung des Innenministeriums. Doch der aufrechte Zenetti zog sich Anfeindungen aus dem Umkreis von Lola Montez zu und musste seinen Ministerposten schon Ende November 1847 wieder räumen. Er kehrte wieder in sein Amt nach Landshut zurück.

### Abgeordneter und Pfälzischer Regierungspräsident
Da im Paulskirchenparlament zu Frankfurt am Main auch gediegene antirevolutionäre Abgeordnete sitzen sollten, ermutigte ihn der König, sich um ein Mandat zu bewerben. Johann Baptist von Zenetti gewann im April 1848 die Wahl im Stimmkreis Landshut und zog ins Frankfurter Parlament ein. Er wurde bei Hof denunziert, dass er es dort angeblich mit den Liberalen halte und resignierte daher freiwillig am 8. Januar 1849 von seinem Abgeordnetenposten. Tatsächlich nahm er im Mai des Jahres an einer Versammlung teil, welche die Annahme der Paulskirchenverfassung forderte. Obwohl er dort nur teilnahm und nicht sprach, erwog man, ihn vorzeitig in den Ruhestand zu versetzen. Man besann sich jedoch darauf, ihm die gerade freie Stelle eines Regierungspräsidenten der von Aufruhr brodelnden Pfalz zu übertragen, da man dort ohnehin alles für verloren hielt und Zenetti fast unausweichlich scheitern musste.
Der Beamte erhielt am 4. Juli 1849 die Ernennung zum Regierungspräsidenten – also zum höchsten Zivilbeamten – der Pfalz, als Nachfolger von Franz Alwens, den man vorzeitig in den Ruhestand versetzt hatte. Es war dort gerade ein Aufstand niedergeschlagen worden und Fürst Karl Theodor von Thurn und Taxis beherrschte das Gebiet als oberster Militärkommandant. Zenetti regierte umsichtig und maßvoll zugunsten der Bevölkerung, soweit es seine eingeschränkten Befugnisse zuließen. Überliefert ist sein resignierender Ausspruch: Den Ministern kann ich nicht einschneidend genug sein. Ich soll einen Vulkan stillen und darauf einen Garten bauen.

### Ruhestandsversetzung und Tod
Am 2. April 1850 wurde Johann Baptist von Zenetti von König Maximilian II. schließlich ohne ein Wort des Dankes oder eine sichtbare Anerkennung in den Ruhestand versetzt. Tief gekränkt bat er um eine Audienz bei dem Fürsten, der sich sehr abweisend verhielt und ihn beschuldigte, Meinungen zu vertreten, die dem monarchischen Prinzip zuwiderliefen.
In Ungnade gefallen zog sich der Regierungspräsident zu seiner Familie nach München zurück und starb 1856 mit 71 Jahren, von der Öffentlichkeit bereits vergessen. Auch bei seinem Tode erfolgte keine offizielle Würdigung.

## Grabstätte

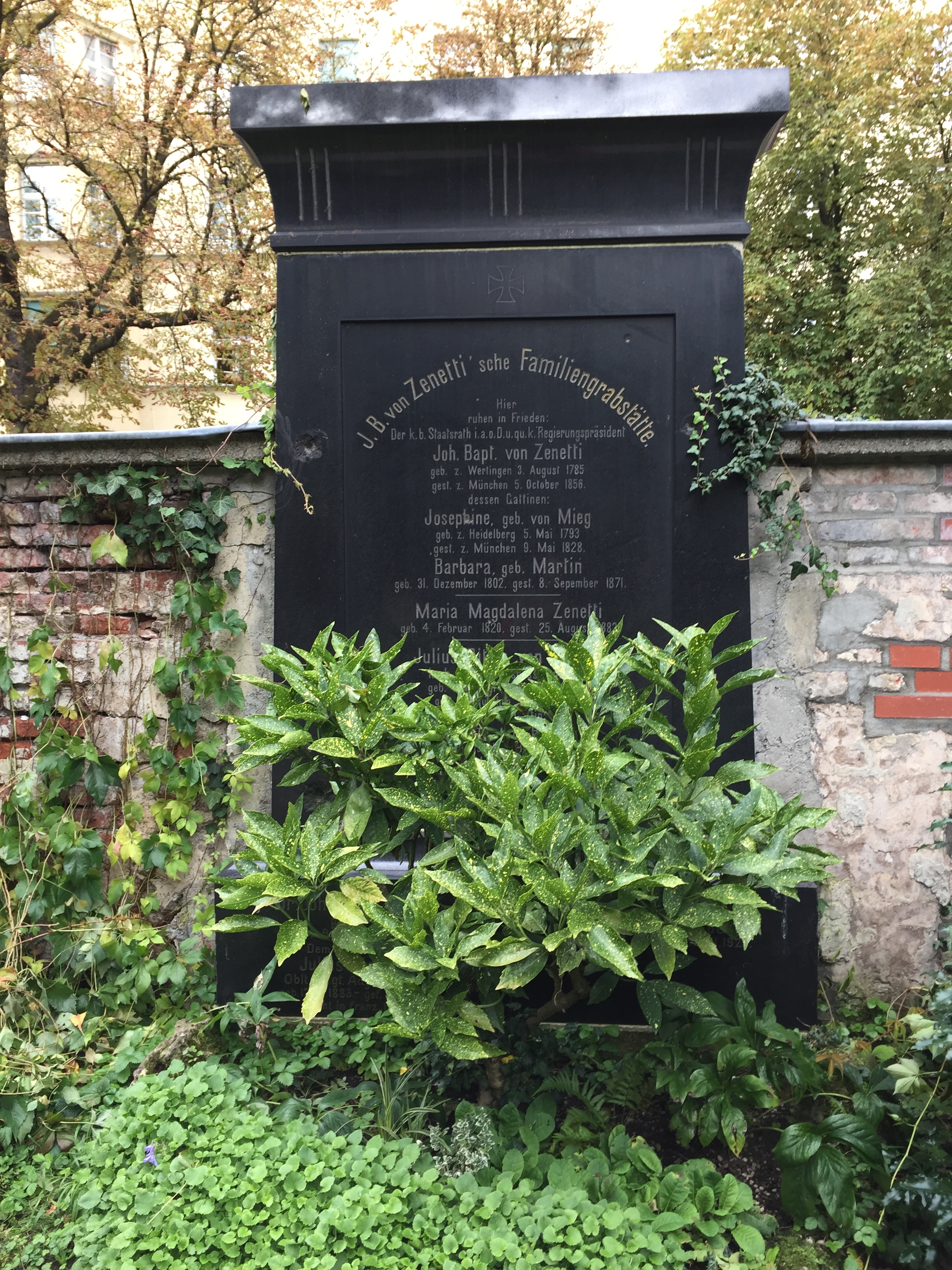
Grab von Johann Zenetti auf dem Alten Südlichen Friedhof in München

Die Grabstätte von Johann Zenetti befindet sich auf dem Alten Südlichen Friedhof in München (Mauer Rechts Platz 206/207 bei Gräberfeld 10) Standort. In dem Grab liegen auch Zenettis Frau Josefine und sein Sohn Julius von Zenetti sowie weitere Verwandte der Familie Zenetti.